# Bellum Alexandrinum
Bellum Alexandrinum или De bello Alexandrino (Александрийската война) е историческо произведение на латински за проведените битки на Гай Юлий Цезар и неговите офицери през периода от септември 48 пр.н.е. до август 47 пр.н.е. (по юлианския календар).
Произведението принадлежи към т.нар. Corpus Caesarianum. Книгата е в 78 капитли и е продължение на коментарите, написани лично от Юлий Цезар, De Bello Gallico и De Bello Civili. Описва детаилирано кампанията на Цезар в Александрия и Азия.
Автор на книгата е Авъл Хирций, приятел, офицер и секретар на Цезар.